# Berger-Gymnasium

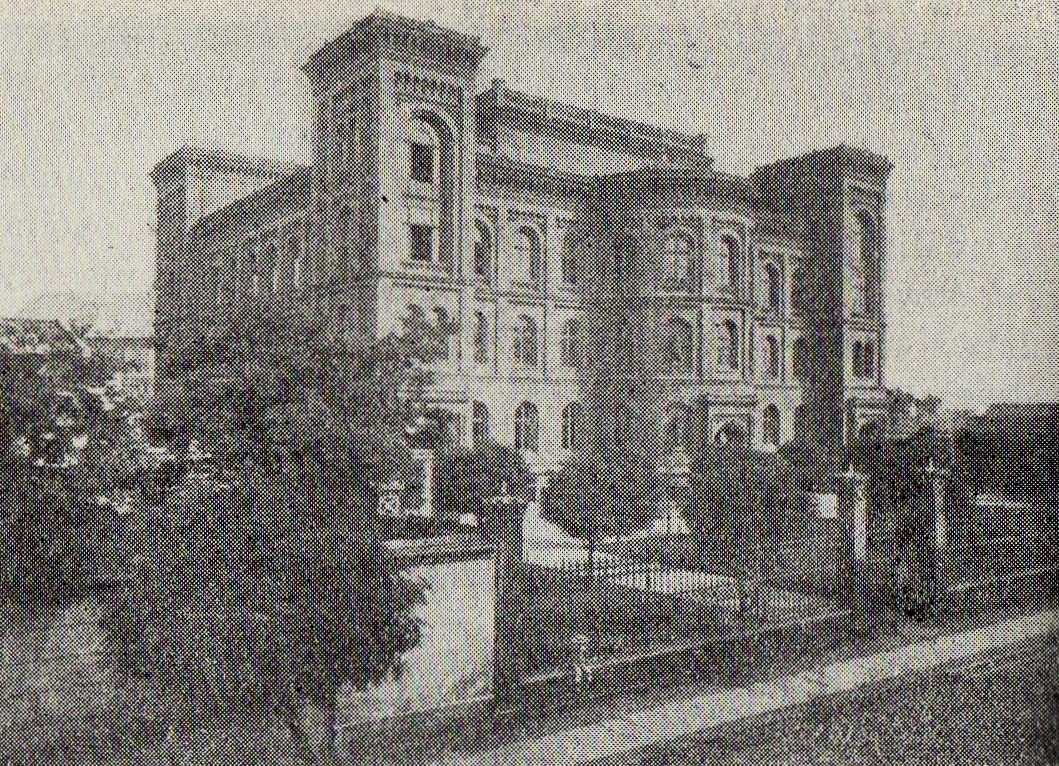
Bild von 1911

Das Königliche Berger-Gymnasium  war eine Realschule, ein Realgymnasium und ein Gymnasium  in Posen in der preußischen Provinz Posen von 1853 bis 1918.

## Geschichte

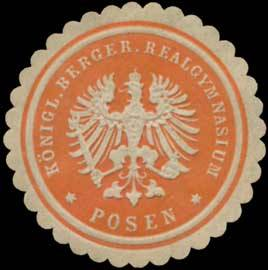
Siegelmarke Königl. Berger-Realgymnasium Posen

1853 wurde eine städtische Realschule in der Breslauerstraße gegründet, als Ergänzung zum bestehenden Friedrich-Wilhelms-Gymnasium und zum Marien-Gymnasium. Es wurden getrennte deutschsprachige und polnischsprachige Klassen eingerichtet, die von getrennten Lehrkörpern überwiegend in ihrer Muttersprache unterrichtet wurden. In den beiden obersten Klassenstufen fand der Unterricht für die polnischen Schüler auch in deutscher Sprache statt, außer in Geschichte, Polnische Sprache und wahrscheinlich Religion.
1861 spendete der Kaufmann und Stadtrat Gotthilf Berger 50.000 Thaler für den dringend benötigten Neubau und kaufte dafür ein Nachbargrundstück in der Schützenstraße 9. Außerdem wurde eine Stiftung für die weitere finanzielle Unterstützung gegründet. 1865 wurde das neue Schulgebäude feierlich eröffnet.
Etwa in den 1880er Jahren wurde es in ein Realgymnasium umgewandelt, das ab 1890 Königliches Berger-Realgymnasium hieß. Ab 1890 war dieses ein Gymnasium, ab 1899 gab es außerdem eine Oberrealschule. 1903 erfolgte ein Umbau, seitdem hießen sie Königliches Auguste-Viktoria-Gymnasium und  Königliche Berger-Oberrealschule.
Spätestens 1918 wurden diese geschlossen und von der neuen polnischen Stadtverwaltung übernommen. 
Offizielle Bezeichnungen
- Städtische Realschule zu Posen, 1853–

- Städtisches Real-Gymnasium zu Posen, –1890
- Königliches Berger-Realgymnasium zu Posen, 1890–1899
- Königliches Berger-Gymnasium und Berger-Oberrealschule zu Posen, 1899–1903
- Königliches Auguste-Viktoria-Gymnasium und Königliche Berger-Oberrealschule zu Posen, 1903–
- Königliches Auguste-Viktoria-Gymnasium und Reform-Realgymnasium in Entwicklung, 1910–1915

## Persönlichkeiten
Direktoren
- Wilhelm Heinrich Brennecke, 1853–1875
- Hermann Geist, 1875–1895
- Moritz Friebe, um 1903

Weitere Lehrer
- Hermann Thieme, 1881–1909, Mathematik
- Carl Fredrich, 1898–1899, Probejahr

Schüler
- Friedrich Wilhelm Kritzinger, später Ministerialdirektor
- Hanns Jungnik von Wittgen, um 1908
- Gerhard Lemmel, um 1918

## Weitere Nutzung

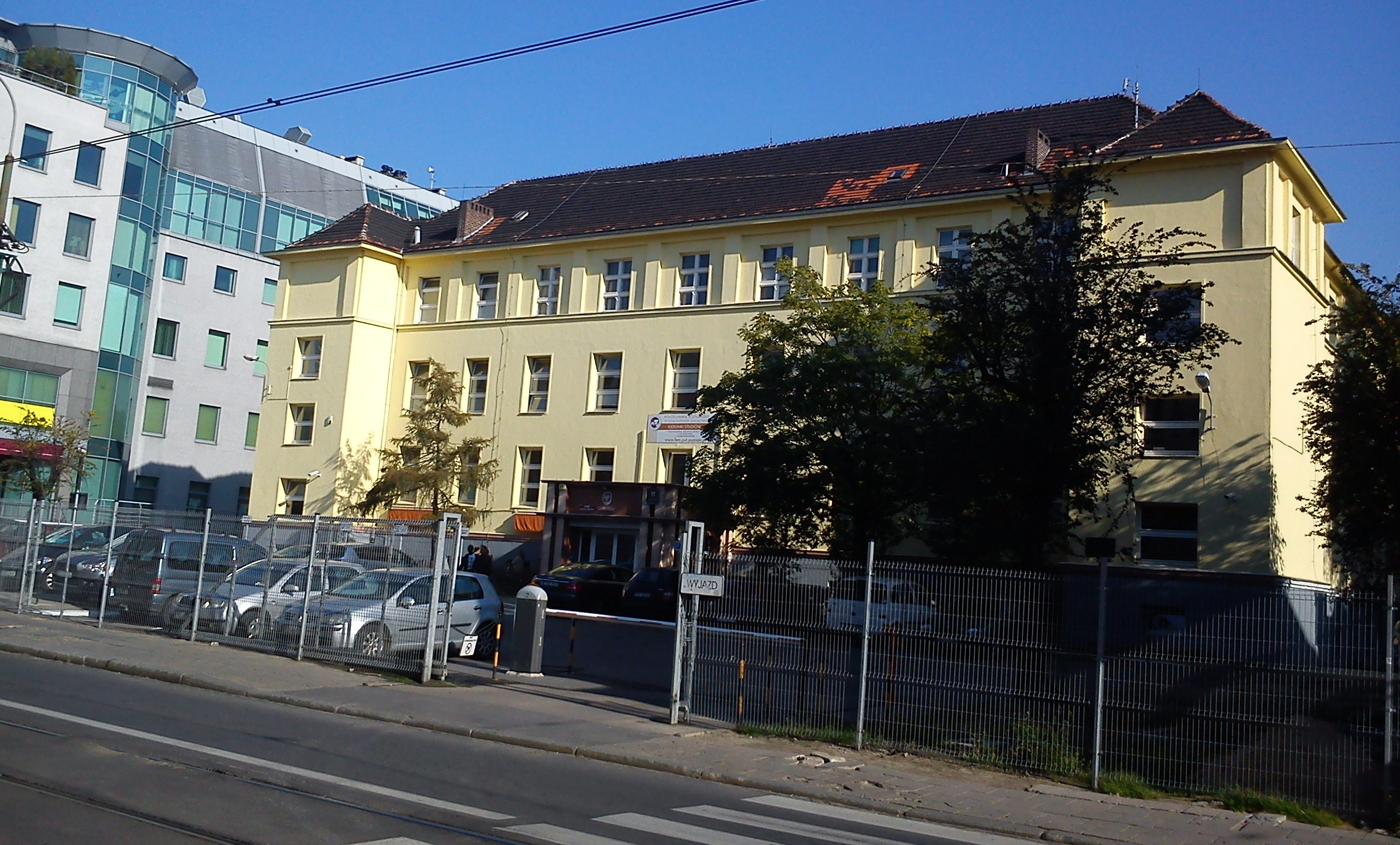
Neubau, 2012

Danach wurden dort wahrscheinlich eine oder mehrere polnische Schulen eingerichtet.
1945 wurde das Gebäude schwer beschädigt. Danach erfolgte ein Neubau in verkleinertem Maßstab.